# Клиффорд, Анна, баронесса де Клиффорд
Леди Анна Клиффорд (англ. Lady Anne Clifford, 30 января 1590[…], Скиптон, Норт-Йоркшир — 22 марта 1676, Замок Бруэм, Камбрия) — английская аристократка, 14-я баронесса де Клиффорд suo jure, в первом браке графиня Дорсет, во втором браке графиня Пембрук и Монтгомери. После смерти отца в 1605 года унаследовала титул и оставалась баронессой Клиффорд 71 год, до своей смерти в 1676 году. Покровительствовала поэтам и писателям, оставила объёмные дневники, которые были позднее изданы. Занимала наследственную должность Главного шерифа Уэстморленда (1653—1676).

## Биография
Анна происходила из английского аристократического рода Клиффордов, владевшего обширными землями на севере Англии, вокруг замков Эпплби в Уэстморленде и Скиптон в Йоркшире. Её отцом был Джордж Клиффорд, 3-й граф Камберленд (1558—1605) — придворный королевы Елизаветы I, не относившийся к крупным политическим деятелям, но игравший важную церемониальную роль при дворе. Из-за своего пристрастия к азартным играм Камберленд промотал большую часть состояния и, чтобы поправить дела, занялся каперством, нападая на испанские корабли.
Матерью Анны была леди Маргарет Рассел (1560—1616), третья дочь Фрэнсиса Рассела, 2-го графа Бедфорда.

### Юность
Леди Анна родилась 30 января 1590 года в родовом замке Скиптон в Йоркшире и была крещена 22 февраля в местной церкви Святой Троицы. Она стала единственным выжившим ребёнком в семье: до неё родились и умерли Фрэнсис (1584—1589) и Роберт (1585—1591). Родители девочки, по-видимому, не были счастливы в браке и в какой-то момент в 1590-е годы начали жить раздельно.
Детство Анны прошло сначала в принадлежавших её отцу домах в Чартерхаусе и Кларкенуэлле, а после разъезда родителей — в домах Расселов, родственников её матери, в Ченисе (Бакингемшир) и Норт-Холле (Хартфордшир). Воспитанием Анны занимались мать и её родственники. Гувернанткой была Энн Тейлор, наставником до 1602 года — поэт Сэмюел Дэниел, посвятивший своей подопечной ряд стихотворений (сборники 1599, 1601/02, 1623 годов). У Анны был личный учитель танцев, а в 1603 году её научил играть на лютне композитор Джек Дженкинс.
Отец Анны занимал важное положение при дворе Елизаветы I, в то время как мать не получала положенного ей по статусу внимания. Когда граф и графиня разъехались, в доме установился матриархат. Анна росла почти исключительно среди женщин; об этом в «Описании Кукэма» пишет поэтесса Эмилия Ланьер, которой покровительствовала леди Маргарет. Девочка была любимицей королевы Елизаветы I. Она танцевала в театре масок с Анной Датской, супругой взошедшего на престол в 1603 году Якова I, играла нимфу воздуха в театре масок Сэмюела Дэниела на фестивале Тефиды, исполняла роли в нескольких первых театрах масок Бена Джонсона.
Мать Анны была для неё не только наставницей, но и образцом для подражания. Именно она и Дэниел внушили девочке любовь к классической литературе, истории и религиозным произведениям. Анна избежала пуританских убеждений наставников, но при этом приобрела благочестие и критические взгляды. Чтение стало для неё главным удовольствием и лекарством от депрессий в сложные периоды жизни.

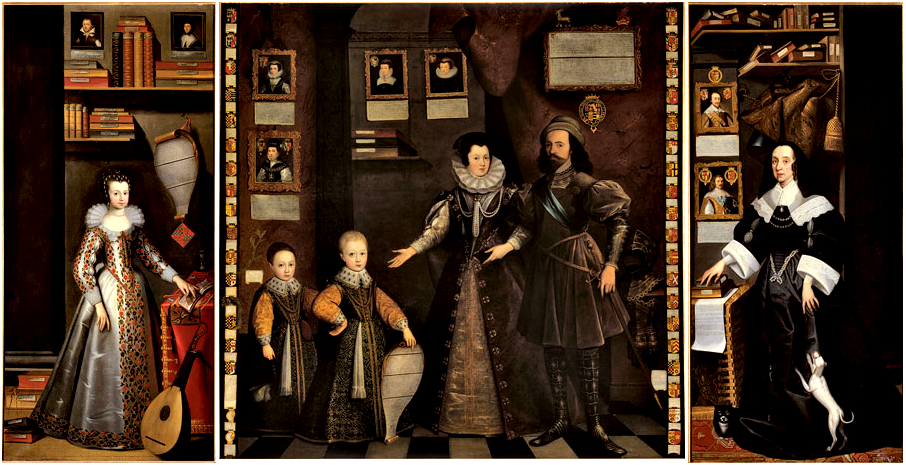
«Великая картина» — огромный триптих (2,62х4,93 м), заказанный Анной Клиффорд в 1646 году. Полотно приписывается Яну ван Белкампу (1610—1653), раньше висело в замке Эпплби, теперь выставлено в Художественной галерее Эббот-холл в Кендале, Камбрия. На нём Анна изображена в образе юной девушки слева и зрелой женщины справа. На центральной панели изображены её родители и маленькие братья. Картина изобилует символами, описывающим её жизнь и вопросу отцовского наследства, полученного после продолжительного судебной тяжбы.

### Вопрос наследования
После смерти отца 30 октября 1605 года Анна унаследовала старинный, созданный ещё в 1299 году, титул баронессы де Клиффорд. Графство её отца, согласно патентной грамоте, перешло наследнику мужского пола — его младшему брату Фрэнсису Клиффорду (1559—1641), которому покойный граф к тому же завещал и все свои владения; Анне же он оставил 15 тысяч фунтов стерлингов. Не согласившись с этим, мать Анны от её имени инициировала долгую и сложную юридическую тяжбу. В 1607 году окружной суд постановил передать, что законной наследницей поместья Скиптон (но не других владений) является Анна, но её дядя сохранил владение над ними. С 1612 года Анне в ведении споров помогал первый муж — Ричард Сэквилл, 3-й граф Дорсет, взявший на себя ведение всех судебных тяжб. При этом он пытался получить максимальную выгоду, что осложняло ситуацию, но в 1615 году суд решил, что Анна и её муж могут владеть или поместьем Скиптон, или землями в Уэстморленде, но не и тем, и другим.
В 1616 году умерла мать Анны. Положение графини Дорсет после этого усложнилось — в том числе из-за неприятностей в супружеской жизни и не прекращавшегося давления со стороны королевских придворных. Тем не менее она продолжила бороться за отцовское наследство со своим дядей Фрэнсисом и двоюродным братом Генри. Тайный совет на основании примогенитуры вынес решение в пользу Анны, однако это постановление было лишь временным; в 1617 году король объявил графа Камберленда законным наследником и передал ему все поместья Клиффордов, присудив Анне и её мужу компенсацию в 17 тысяч фунтов. Анна отказалась признать это решение, но её муж забрал деньги.
Из-за споров за наследство и неверности мужа брак Анны серьёзно пострадал, однако в итоге она стала более независимой и самостоятельной. Графиня помогала арендаторам Уэстморленда, выступавшим в судах против её дяди, и поддерживала его политических оппонентов. Она установила памятники своей кузине, леди Фрэнсис Буршье, в церкви в Ченисе, матери в церкви в Эплби, а в 1629 году, в Вестминстерском аббатстве, — Эдмунду Спенсеру, своему любимому автору.
Смерть мужа в 1624 году сделала Анну богатой, принеся доход в 2 тысячи фунтов в год от поместий в Эссексе и Суссексе, и независимой. После этого она вновь начала борьбу за наследство, а также выкупила у короны право опеки над дочерьми. В это время графиня часто бывала при дворе, желая найти мужа для старшей дочери, Маргарет. В итоге её выбор пал на Джона Тефтона, 2-го графа Тенета. Брак был заключён 21 апреля 1629 года, в качестве приданого кроме унаследованных Маргарет владений в Сассексе Анна выделила несколько поместий из своей вдовьей доли.
Вскоре после смерти первого мужа Анна тяжело заболела оспой. Она выжила, однако болезнь сказалась на внешности графини: «…хворь причинила моему лицу такие мучения, что я всё больше утверждалась в мысли больше не выходить замуж, но позже, благодаря промыслу Божиему, я изменила это своё намерение».
17 февраля 1628 года Генри Клиффорда официально призвали в Палату лордов как барона де Клиффорд на основании ошибочного предположения, что древнее баронство с таким именем принадлежало его отцу. Хотя Анна тоже претендовала на баронский титул, дальнейшее разбирательство по этому поводу не было проведено. Желая получить политическую поддержку и большую финансовую самостоятельность, Анна вышла замуж вторично. Её выбор пал на Филиппа Герберта, 4-го графа Пембрука и 1-го графа Монтгомери, лорда-камергера короля Карла I. Этот брак принёс ей огромное богатство и жизнь при дворе, а также королевскую поддержку, что позволило ей противостоять своим врагам — Генри Клиффорду, а также брату первого мужа — Эдварду Сэквиллу, 4-му графу Дорсету, считавшему, что Анна удерживает в качестве вдовьей доли слишком много родовых владений Сэквиллов. Поскольку Генри Клиффорд не имел сыновей, Анна рассчитывала по воле короля вернуть своё наследство после его смерти. В 1634 году она заключила соглашение с мужем, которое ей гарантировало владение поместьями в Уэстморленде, в то время как граф Пембрук получал Скиптон с пожизненным доходом в 5 тысяч фунтов. Однако вскоре Анна поссорилась с мужем (или из-за поместья, или из-за измены), и тот выгнал её из Лондона. Следующие 8 лет она прожила в доме мужа в Уилтшире; врочем, ссора не помешала супругам совместно официально заявить о своих правах на поместья Клиффордов.
После начала гражданской войны в 1642 году граф Пембрук попросил жену поселиться в замке Байнардс в Лондоне, чтобы оберегать его имущество. Там Анна прожила 6 лет. 5 июля 1647 года она договорилась о браке своей второй дочери, Изабеллы, с Джеймсом Комптоном, 3-м графом Нортгемптоном, и приданым стали поместья Сэквиллов в Суссексе.
В 1643 году умер Генри Клиффорд, ставший к тому времени 5-м графом Камберленд, не оставивший наследников мужского пола. Хотя из-за развернувшихся в Англии военных действий Анне не удалось сразу войти в наследование родовыми поместьями, она, получив наследственную должность шерифа Уэстморленда, отправила своих людей в Уэстморленд и Крейвен, проигнорировав интересы мужа. Однако в Северную Англию из Лондона она перебралась только в 1649 году, после чего до самой смерти не покидала своих владений, проживая в принадлежавших ей замках.

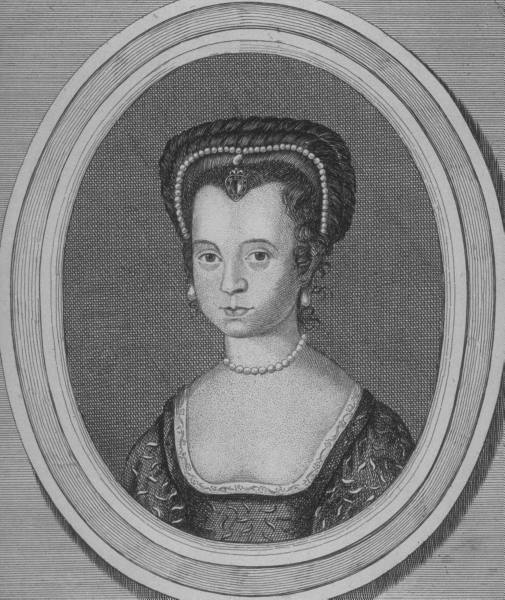
Анна Клиффорд, баронесса де Клиффорд

### Браки и дети
Леди Анна была замужем дважды:
Первый муж (с 27 февраля 1609) — Ричард Сэквилл, 3-й граф Дорсет (18 марта 1589 — 28 марта 1624). Свадьбу организовал дед Сэквилла, в апреле 1607 года попросив придворного Джорджа Мора из Лозли уговорить графиню Камберленд выдать «эту добродетельную юную леди Анну» за его внука. По слухам, старый граф Дорсет тем самым сорвал переговоры о браке Анны и наследника графа Эксетера. От первого мужа у Анны было пятеро детей: трое сыновей, которые умерли до совершеннолетия, и две дочери и сонаследницы:
- Леди Маргарет Сэквилл (1614—1676), жена Джона Тефтона, 2-го графа Тенета[англ.] (1609—1664), от которого у неё было одиннадцать детей. Титул барона де Клиффорда перешёл к Тефтонам.
- Леди Изабелла Сэквилл (1622—1661), жена Джеймса Комптона, 3-го графа Нортгемптона (1622—1681). Её дети умерли, не оставив потомства, и доля материнского наследства, принадлежавшая Изабелле, перешла к графам Тенет.

Второй муж (с 3 июня 1630) — Филипп Герберт, 4-й граф Пембрук и 1-й граф Монтгомери (10 октября 1584 — 23 января 1650). Анна была его второй супругой, поскольку первая графиня Пембрук — леди Сьюзен де Вер — умерла годом ранее. Брак остался бездетным.
Оба брака были непростыми; современники винили в семейных неурядицах неуступчивость леди Анны. Её двоюродный брат Эдвард Рассел, 3-й граф Бедфорд, говорил, что она «жила в двух великих семьях этих милордов так, как река Рона протекает через Женевское озеро, не смешивая ни один из своих потоков с водами озера». Сама баронесса писала, что «насколько это было возможно, в обеих этих великих семьях я посвятила всю себя уединению, сделав своими спутниками хорошие книги и добродетельные мысли». Причина проблем в первом браке также может крыться в расточительности и изменах её супруга. Ещё одним поводом для ссор была разная точка зрения на вопрос о правах Анны на наследство Клиффордов. Граф считал, что ей следует согласиться на компромисс, а не начинать судебную тяжбу. Леди Анна проигнорировала его желание, тем самым нарушив обет послушания мужу.

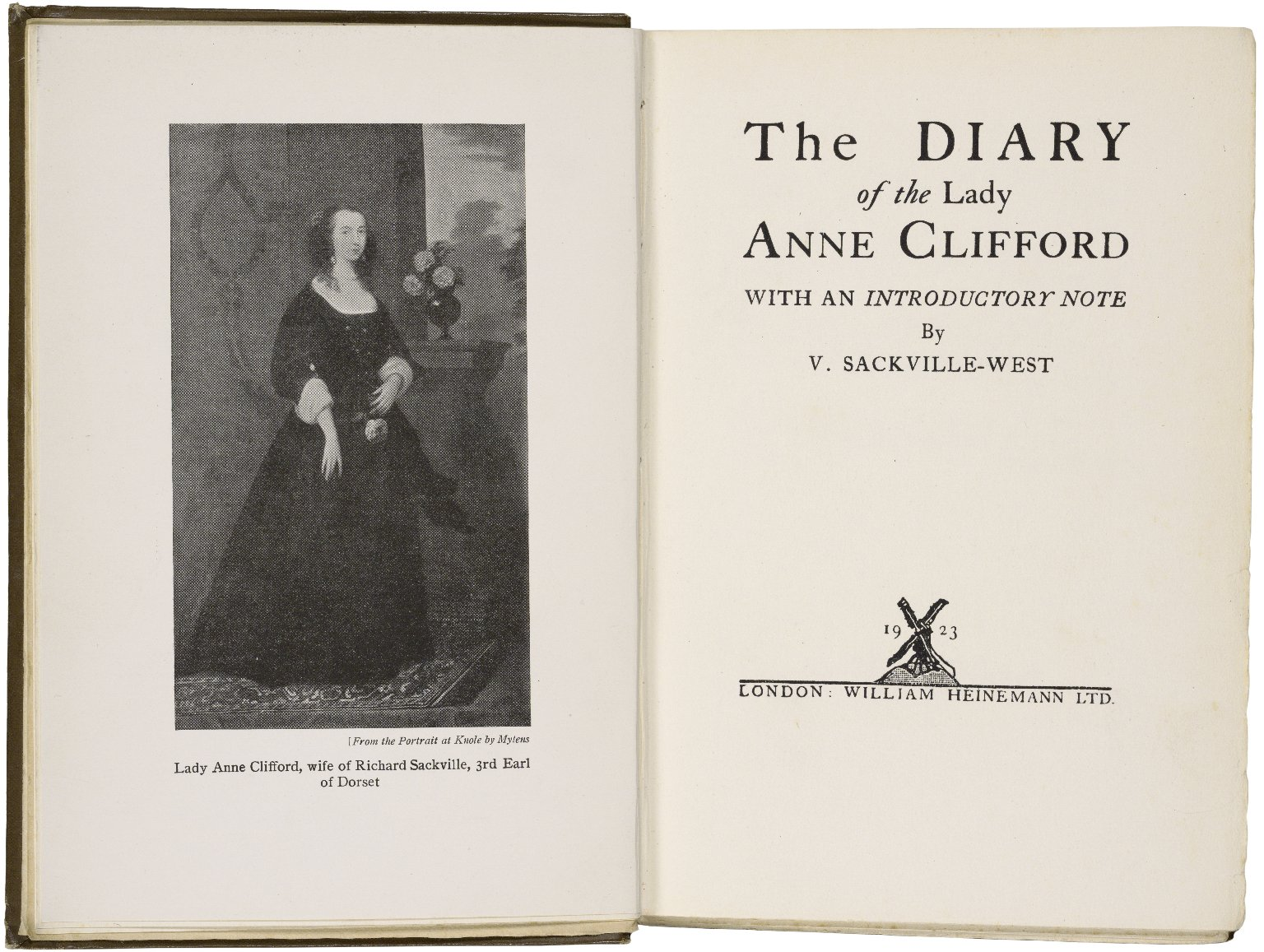
Титульный лист издания дневников Клиффорд 1923 года.

### Покровительница искусств
Леди Анна была известной покровительницей поэтов и писателей и благодаря письмам и дневнику, который она вела в 1603—1616 годах, можно заключить, что у неё был прекрасный слог. Унаследовав книжное собрание матери, Анна создала собственную библиотеку, содержавшую, по словам её служащего Джорджа Сэджвика, «отборные книги, которые она читала не бегло, а с пониманием». Будучи прекрасно образованной, Анна могла поддерживать разговор на любую тему. Как писал Джон Донн, удивлённый широтой её познаний, она может «говорить обо всём, от Предопределения до шелков». Епископ Эдвард Рейнбоу подтверждает эти слова, говоря, что беседа с Анной могла быть не только «полезной и серьёзной, но и приятной и восхитительной».
В июне 1615 года Анна отправила свой миниатюрный портрет матери, графине Камберленд, со словами: «Отправляю Вам своё маленькое изображение, которое, по мнению одних, очень похоже на меня, а по мнению других, отнюдь не льстит мне. Знаю, Вы примете тень той, что произошла от Вас самой. Надеюсь, Вы ответите мне с той же добротой и позволите иметь своё [изображение], когда Вы приедете в Лондон, или же когда кто-нибудь, сведущий в живописи, появится в Ваших краях».
Ян ван Белкамп нарисовал огромный триптих-портрет Анны Клиффорд по её собственным наброскам и указаниям. «Великая картина» изображает леди Анну в три периода её жизни: в возрасте 56 лет (справа), в возрасте 15 лет (слева) и до рождения в утробе матери (в центре). В связи с созданием этой картины леди Анна датировала своё собственное зачатие 1 мая 1589 года. Картина выставлена в Художественной галерее Эббот-холл.
Леди Анна известна благодаря дерзкому ответу, который она якобы дала сэру Джозефу Уильямсону — государственному секретарю Карла II, указавшему ей в письме имя кандидата в Парламент от её «гнилого местечка» Эпплби. Графиня заявила: «Надо мной издевался узурпатор, мной пренебрегал двор, но подданный не будет мне указывать; Ваш человек не будет выдвинут. Анна Дорсет, Пембрук и Монтгомери». Письмо было впервые предоставлено для публикации Горацием Уайполом в 1753 году. Тем не менее, есть веские причины сомневаться в его подлинности.

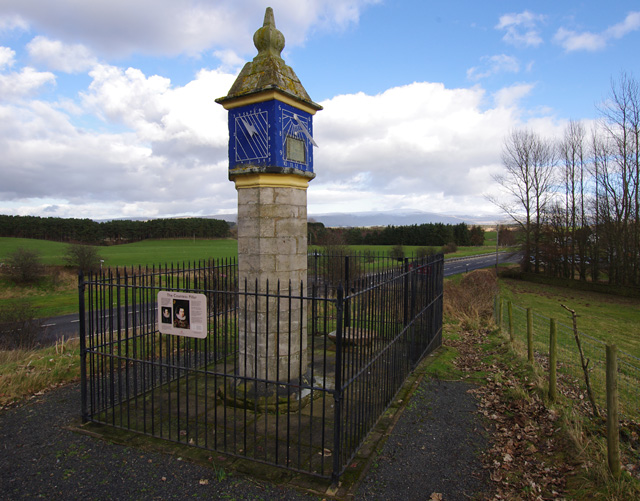
Колонна «Графиня»

### Строительные работы
Леди Анна много занималась строительством, с усердием восстанавливала и расширяла пришедшие в упадок во время гражданской войны многочисленные замки семьи Клиффордов по всей Северной Англии: Скиптон в Йоркшире, Пендрагон, Бро, Эпплби и Бруэм в Уэстморленде. Также она восстановила церкви в Эпплби-ин-Уэстморленд, Нинекирксе, Бруэме и Маллерстанге.
В 1620 году леди Анна установила памятник Эдмунду Спенсеру в Вестминстерском аббатстве и памятник своему старому наставнику Сэмюелу Дэниелу в церкви Бекингтон в Сомерсетшире. В 1656 году она возвела в память о своей покойной матери колонну «Графиня» недалеко от Бруэма, на том месте, где мать и дочь в 1616 году увиделись в последний раз. На невысоком камне рядом с колонной в день их разлуки, 2 апреля, ежегодно раздавали деньги беднякам. Кроме того, графиня основала богадельню в Эпплби и восстановила ту, которую построила и спонсировала её мать в Скиптоне.

### Поздние годы и смерть
В январе 1650 года граф Пембрук умер, что принесло Анне вдобавок к имевшимся немалым владениям поместье в Кенте с ежегодным доходом в 2 тысячи фунтов. В итоге Анна получила свободу действий для возвращения семейного наследства. В Уэстморленде проблема заключалась в значительных выплатах за вступление в наследство. После дорогостоящих судебных разбирательств и изгнания арендаторов, навредившего репутации графини, в 1656 году она добилась своего. В Крейвене леди Анна попыталась вытеснить наследников Генри Клиффорда — Ричарда Бойля, 3-го графа Бёрлингтона, и его жену, — из владений, полученных ими в 1607 году. Средства на тяжбы она брала из своих владений в Скиптоне. В 1657 году графиня была вынуждена признать поражение, но и после этого она продолжила борьбу, так что встревоженной йоркширской знати пришлось обратиться в суд, заблокировав действия Анны. Для помощи Берлингтон привлёк Анну Сэвил, графиню Сассекс, вдовью долю которой затрагивали споры за наследство Клиффордов; в итоге им удалось обуздать претензии претендентки. Особенно непримиримой Анна была в 1660-е годы, когда использовала для борьбы полномочия наследственного шерифа Уэстморленда.
У графини был обычай в определённое время жить в каждом из шести замков, где радушно принимала гостей и щедро раздавала милостыню. Несмотря на щедрость по отношению к друзьям и иждивенцам, баронесса отличалась бережливостью: во второй раз овдовев, одевалась во всё чёрное, жила воздержанно и с удовольствием хвасталась, что «никогда не употребляла вина и лекарств».
Леди Анна умерла 22 марта 1676 года в возрасте 86 лет в замке Бруэм, в комнате, где родился её отец и умерла мать. Вдовствующая графиня Дорсет, Пембрук и Монтгомери была похоронена 14 апреля в склепе церкви Святого Лаврентия в Эпплби, который заранее построила для этой цели.